# Júlio Melchior von Trompowsky
Júlio Melchior von Trompowsky (Desterro, 19 de julho de 1833 — Desterro, 7 de setembro de 1890) foi um militar e político brasileiro.
Filho de Roberto von Trompowsky e de Felicidade Prudência Trompowsky.
Foi capitão da 3ª Companhia do 1º Corpo de Cavalaria do Desterro, em 14 de novembro de 1868.
Foi deputado à Assembleia Legislativa Provincial de Santa Catarina na 21ª legislatura (1876 — 1877).